# 용성면
용성면(龍城面)은 경상북도 경산시의 면이다. 청도군 금천면과 인접하며, 넓이는 79.4km2이고, 인구는 2006년 기준으로 4,005명이다.

## 연혁
- 조선시대 : 자인군의 한 지역으로 상동면(上東面)이라 함
- 1914년 3월 1일 : 부군면 통폐합으로 하동면의 곡신(谷新), 망덕(望德), 도전(道田), 용천(龍川), 도산(道山), 부일(扶日), 용산(龍山), 산대(山垈), 수동(水洞), 두곡(頭谷), 남성(南城), 북성(北城), 대종(大宗), 가척(加尺), 용전(龍田), 송림(松林), 부제(釜堤), 오산(午山)과 청도면 일위면 석현동의 일부를 합하면서 용성면으로 개칭

| 조선총독부령 제111호 | |
| 구 행정구역 | 신 행정구역                                                                                                |
| 자인군 상동면 고방동/은곡동, 고죽동/천북동, 내촌동, 당리동, 도덕동, 독곡동, 상사동/하사동, 금곡동/명계동/금호동/외신동, 어일동/쟁광동          | 용성면 고은동, 고죽동, 내촌동, 당리동, 도덕동, 매남동, 미산동 일부, 외촌동, 쟁광동                         |
| 자인군 하동면 가척동, 곡란동, 곡신동, 상대동/수동동/두곡동/남역동/북역동, 망덕동/도전동, 부일동, 부제동, 송림동, 용산동, 용전동, 용천동/도산동 | 용성면 가척동, 곡란동, 곡신동, 대종동, 덕천동, 부일동, 부제동, 송림동, 용산동, 용전동, 용천동, 미산동 일부 |
- 1950년: 공비들의 방화로 면사무소가 불에 타 소실
- 1951년: 면사무소를 당리리로 이전
- 2007년: 쟁광리(爭光里)를 옛 이름이던 일광리(日光里)로 개칭

## 행정 구역
| 법정리 | 한자명 | 행정리                             | 비고                   |
| ------ | ------ | ---------------------------------- | ---------------------- |
| 당리리 | 堂里里 | 당리리                             | 면 행정복지센터 소재지 |
| 덕천리 | 德川里 | 덕천1리, 덕천2리                   |                        |
| 송림리 | 松林里 | 송림리                             |                        |
| 부제리 | 釜堤里 | 부제리                             |                        |
| 곡신리 | 谷新里 | 곡신리                             |                        |
| 곡란리 | 谷蘭里 | 곡란리                             |                        |
| 용산리 | 龍山里 | 용산리                             |                        |
| 대종리 | 大宗里 | 대종1리(대종리), 대종2리(괘일리)   |                        |
| 가척리 | 加尺里 | 가척리                             |                        |
| 용천리 | 龍川里 | 용천1리(용천리), 용천2리(도산리)   |                        |
| 용전리 | 龍田里 | 용전리                             |                        |
| 부일리 | 扶日里 | 부일리                             |                        |
| 매남리 | 梅南里 | 매남1리, 매남2리, 매남3리, 매남4리 |                        |
| 내촌리 | 內村里 | 내촌리                             |                        |
| 외촌리 | 外村里 | 외촌리                             |                        |
| 도덕리 | 道德里 | 도덕1리, 도덕2리                   |                        |
| 고죽리 | 孤竹里 | 고죽1리, 고죽2리                   |                        |
| 미산리 | 美山里 | 미산1리, 미산2리                   |                        |
| 고은리 | 古銀里 | 고은1리, 고은2리                   |                        |
| 일광리 | 日光里 | 일광1리, 일광2리                   |                        |

## 용이 깃든 고장 용성면
- 경산시 용성면 행정복지센터